# 圣米歇尔大道
圣米歇尔大道（法語：Boulevard Saint-Michel，法語發音：[bulvaʁ sɛ̃ miʃɛl]）是法国巴黎拉丁区的2条主要街道之一（另一条是圣日耳曼大道）。这是一条南北走向的林荫大道，北起塞纳河上的圣米歇尔桥和圣米歇尔广场，穿过圣日耳曼大道后继续沿着巴黎大学和卢森堡公园延伸，结束于皇家桥车站前的Camille Jullian广场和气象台大街。这条大道由奥斯曼男爵开辟，平行于圣雅克路，标志巴黎的南北向历史轴线。
该大道也是巴黎第五区与巴黎第六区的边界线。全长1380米，平均宽度为30米。该路得名于圣米歇尔桥。
作为拉丁区的中轴线，圣米歇尔大道是学生活动的温床，不过旅游业也是这条大道的一项主要商业活动，成衣店逐渐赶走了许多小型书店，尤其是在大道的北段，那里有Gibert Joseph 和Gibert Jeune等主要书店、咖啡馆、电影院和成衣店。
大道上的主要建筑有克吕尼博物馆、圣路易中学、国立巴黎高等矿业学校索邦大学区。

## 历史
圣米歇尔大道是奥斯曼改建巴黎时左岸的重要部分，与圣日耳曼大道同时开辟。它大约相当于此前的Harpe路，通往塞纳河上的圣米歇尔桥已有几个世纪，今圣米歇尔大道与 Monsieur le Prince路路口附近曾是巴黎的一座城门。大道的开辟计划制定于1855年，开始于1860年。